# Otočić Sveta Fumija
Otočić Sveta Fumija är en ö i Kroatien.   Den ligger i länet Dalmatien, i den södra delen av landet, 260 km söder om huvudstaden Zagreb.